# Die große Chance
Die große Chance ist eine Talent-Show im Österreichischen Rundfunk (ORF), die zwischen 1980 und 1990 sowie als Neuauflage mit Wettbewerbscharakter von 2011 bis 2014 und im Abendprogramm lief. Ableger der Sendung waren von 2012 bis 2014 Die große Comedy Chance sowie 2015 und 2016 Die große Chance der Chöre.
2024 läuft Die große Chance unter dem Motto „Let’s sing and dance“.

## Geschichte

### 1980 bis 1990
Die große Chance galt als indirekter österreichischer Nachfolger zur Show-Chance, die von 1969 bis 1973 produziert worden war. Bei der Sendung ging es um den Auftritt vor einem großen Publikum und es gab keinen Wettbewerb. In jeder Folge der Sendung „Die große Chance“ wurden neue Talente aus Österreich vorgestellt. Moderiert wurde die Sendung bis 1987 von Peter Rapp, der damals mehrere Shows im ORF präsentierte, 1988 übernahm die Moderation Thomas Klock, im darauf folgenden letzten Jahr Elisabeth Engstler.
Talente, die durch diese Show vorgebracht wurden, waren unter anderem die Jazzsängerin Ines Reiger, der Entertainer Mat Schuh, der Kabarettist und Schauspieler Andreas Steppan, Andy Borg, Eva Lind und Alexander Bisenz, Helmut Chvojka.

### 2011 bis 2014 und 2024
Von 2011 bis 2014 und 2024 lief eine Neuauflage der Sendung auf ORF eins. Diese wurde in Staffel 1 von Doris Golpashin und Andi Knoll sowie Tom Walek moderiert. Im Sommer 2011 begann der Radiosender Ö3 mit dem ORF-Fernsehen die Suche nach Talenten in Österreich. Die Vorcastings wurden von Tom Walek und Doris Golpashin geleitet. In den Live-Final-Shows werden die Künstler von einer fünfköpfigen Band namens Heavy Talents unter der Leitung von Wolfgang Lindner jr. live begleitet. In der zweiten Staffel wurde die Sendung wie im vorigen Jahr von Andi Knoll und Doris Golpashin moderiert, allerdings wurde auf Tom Walek als „Backstage-Moderator“ verzichtet. In der dritten und vierten Staffel übernahm Alice Tumler den weiblichen Moderationspart. Bei der Neuauflage 2024 moderierte Andi Knoll mit Fanny Stapf.
Die erste Wertung vergab eine vierköpfige Jury – bestehend aus Moderator Peter Rapp (in der ersten Staffel Zirkusdirektor Bernhard Paul), Sängerin Zabine Kapfinger, Ballerina Karina Sarkissova und dem deutschen Rapper Sido, welcher nach einer Auseinandersetzung mit Dominic Heinzl in der darauf folgenden Sendung vom 26. Oktober 2012 einmalig durch Rudi Roubinek (in seiner Wir-sind-Kaiser-Rolle als Obersthofmeister Seyffenstein) ersetzt wurde. Jeder Juror vergibt ein Plus oder ein Minus das vor ihm aufleuchtet, bei Gleichstand stimmt das Publikum mittels Fernbedienung ab, ob ein Weiterkommen möglich ist. Am Ende einer Sendung vergibt die Jury in geheimer Sitzung drei und das Publikum per Abstimmung ein Ticket für die nächste Stufe.
Zwölf Kandidaten wurden durch Televoting für die drei Halbfinalshows nachnominiert. In den Halbfinalshows wurden ebenfalls durch Jury und Saalpublikum Kandidaten ermittelt, aus denen per Televoting zwei Finalkandidaten ausgewählt wurden. Für den dritten Finalkandidaten nominierte jedes Jurymitglied einen der übrigen Kandidaten. Derjenige der vier ausgewählten mit den meisten Stimmen aus dem Televoting erreichte das Finale. Im Finale wurde der Sieger durch Televoting ermittelt.

## Staffeln der Neuauflage (2011–2014; 2024)

### Erste Staffel (2011)
Die erste Staffel der Neuauflage begann am 9. September 2011. Die ersten sechs Folgen wurden Anfang September in den Rosenhügel-Filmstudios aufgezeichnet, die restlichen drei Recall-Shows und das Finale liefen ab Ende Oktober live auf ORF eins. Für größere Aufmerksamkeit sorgte die Kandidatin Chiara Kerper, die in der zweiten Folge ihre eigene Interpretation des Shakira-Songs Waka Waka (This Time for Africa) präsentierte. Sie erreichte mit dem Titel Platz 19 der österreichischen Single-Charts. Die Sängerin Christine Hödl belegte den ersten Platz und erhielt als Gewinnerin 100.000 Euro.

#### Ergebnisse
| Name(n)                | Talent        | Ergebnis der Halbfinalshow |
| ---------------------- | ------------- | -------------------------- |
| Conchita Wurst         | Gesang        | 1. Platz                   |
| Werner Otti            | Gesang        | 2. Platz                   |
| The Freaks             | Akrobatik     | Jury                       |
| Nicole Gelsinger       | Gesang        | ausgeschieden              |
| Hasar Pub Team         | Einrad        | ausgeschieden              |
| Drumartic              | Percussion    | ausgeschieden              |
| Die Sondercombo        | Gesang        | ausgeschieden              |
| Chiara Kerper          | Gesang        | ausgeschieden              |
| Marcel Huber           | Gesang        | ausgeschieden              |
| Jonas Witt             | Akrobatik     | ausgeschieden              |
| Christian Kerschdorfer | Ballakrobatik | ausgeschieden              |
| Viktoria Lapidus       | Hoola-Hoop    | ausgeschieden              |

| Name(n)                    | Talent    | Ergebnis der Halbfinalshow |
| -------------------------- | --------- | -------------------------- |
| Nina Gartler               | Gesang    | 1. Platz                   |
| Bernhard Reider            | Gesang    | 2. Platz                   |
| Alexander Wengler          | Tanz      | Jury                       |
| Nihils                     | Gesang    | ausgeschieden              |
| Thommy Ten                 | Zauberei  | ausgeschieden              |
| Footbag Vienna             | Footbag   | ausgeschieden              |
| Michaela Fischer           | Gesang    | ausgeschieden              |
| FRK Danceschool            | Tanz      | ausgeschieden              |
| Marcel Bedernik            | Gesang    | ausgeschieden              |
| Die Drei                   | Gesang    | ausgeschieden              |
| Harmonic Sanfona Orchestra | Akkordeon | ausgeschieden              |
| Sandra Seiwald             | Gesang    | ausgeschieden              |

| Name(n)                             | Talent       | Ergebnis der Halbfinalshow |
| ----------------------------------- | ------------ | -------------------------- |
| Magic Acrobatics                    | Akrobatik    | 1. Platz                   |
| Christine Hödl                      | Gesang       | 2. Platz                   |
| Valerian Kapeller                   | Diabolo      | Jury                       |
| Awoba Bagshaw                       | Gesang       | ausgeschieden              |
| Anna Buchegger                      | Gesang       | ausgeschieden              |
| Anton Fuchs                         | Gesang       | ausgeschieden              |
| Chris Kiliano                       | Akrobatik    | ausgeschieden              |
| Lydia Prenner-Kasper                | Kabarett     | ausgeschieden              |
| Dominik Ofner                       | Gesang       | ausgeschieden              |
| Gert Smetanig                       | Zaubern      | ausgeschieden              |
| Company X                           | Tanz         | ausgeschieden              |
| Jochen Wörister und Florian Steiner | Alpenglocken | ausgeschieden              |

| Platz | Name(n)           | Talent    | Ergebnis des Finales (Prozentangabe) |
| ----- | ----------------- | --------- | ------------------------------------ |
| 1     | Christine Hödl    | Gesang    | 27,85 %                              |
| 2     | Valerian Kapeller | Diabolo   | 14,33 %                              |
| 3     | Magic Acrobatics  | Akrobatik | 13,17 %                              |
| 4     | Alexander Wengler | Tanz      | 12,19 %                              |
| 5     | The Freaks        | Akrobatik | 10,78 %                              |
| 6     | Conchita Wurst    | Gesang    | 7,91 %                               |
| 7     | Werner Otti       | Gesang    | 5,41 %                               |
| 8     | Bernhard Reider   | Gesang    | 5,12 %                               |
| 9     | Nina Gartler      | Gesang    | 3,24 %                               |

##### Kontroversen um Kandidaten
In der zweiten Sendung der Neuauflage trat der Kandidat Helmut Link auf, der sein Talent auf der Mundharmonika beweisen wollte. Nach der Sendung bekam der ORF mehrere Beschwerden, da das von Link vorgetragene Lied große Ähnlichkeiten mit dem verbotenen Horst-Wessel-Lied hatte. Daraufhin nahm der ORF den Kandidaten von der Homepage der Show und schnitt dessen Auftritt aus der Nacht-Wiederholung und dem Stream in der ORF TVthek. In Folge drei trat der Krone-Journalist Michael Jeannée mit seinem Kandidaten, Heurigenwirt Martin Zimmermann, auf, der Motorengeräusche imitieren sollte. Als Jeannée ihn vorstellen wollte, kam es zu einem Wortgefecht mit Jury-Mitglied Sido, der seinen Auftritt als arrogante Scheiße bezeichnete. Dieser kritisierte auch zwei seiner Kollegen als ängstlich vor einer möglichen Rache Jeannées in dessen Kolumne. Bei der Abstimmung der Juroren kam es zu einer Pattsituation, sodass das Publikum entscheiden durfte, ob Zimmermann in die nächste Runde aufsteigen sollte. Schließlich schied der Kandidat aus der Show aus.

#### Rezeption
In der ersten Folge erreichte die Show die durchschnittliche Zuseherzahl von 672.000 und einen Marktanteil von 28 Prozent beim Gesamtpublikum, was weit über den Quoten des Vorgängers auf dem Sendeplatz (Helden von morgen) war.
Folge 6 der ersten neuen Staffel sorgte für den besten Wert auf dem Sendeplatz in der Zielgruppe der 12- bis 29-Jährigen seit 2007.
| Folge       | Erstausstrahlung   | Quote Zielgruppe          | Quote gesamt                          |
| Castings:   |                    |                           |                                       |
| Folge 1     | Fr, 9. Sept. 2011  | 42 % (12- bis 29-Jährige) | 672.000 Zuschauer; 28 % Marktanteil   |
| Folge 2     | Fr, 16. Sept. 2011 | 33 % (12- bis 49-Jährige) | 574.000 Zuschauer; 24 % Marktanteil   |
| Folge 3     | Fr, 23. Sept. 2011 | 39 % (12- bis 49-Jährige) | 683.000 Zuschauer; 28 % Marktanteil   |
| Folge 4     | Fr, 30. Sept. 2011 | 30 % (12- bis 49-Jährige) | 478.000 Zuschauer; 20 % Marktanteil   |
| Folge 5     | Fr, 7. Okt. 2011   | 37 % (12- bis 49-Jährige) | 702.000 Zuschauer; 27 % Marktanteil   |
| Folge 6     | Fr, 14. Okt. 2011  | 42 % (12- bis 49-Jährige) | 751.000 Zuschauer; 30 % Marktanteil   |
| Halbfinale: |                    |                           |                                       |
| Folge 7     | Fr, 21. Okt. 2011  | 48 % (12- bis 49-Jährige) | 792.000 Zuschauer; 31 % Marktanteil   |
| Folge 8     | Fr, 28. Okt. 2011  |                           | 689.000 Zuschauer; 27 % Marktanteil   |
| Folge 9     | Fr, 4. Nov. 2011   | 37 % (12- bis 49-Jährige) | 738.000 Zuschauer; 28 % Marktanteil   |
| Finale:     |                    |                           |                                       |
| Folge 10    | Fr, 11. Nov. 2011  | 53 % (12- bis 49-Jährige) | 946.000 Zuschauer; 36,0 % Marktanteil |

### Zweite Staffel (2012)
Gleich nach dem Finale der ersten Staffel der Neuauflage begann die Bewerbungsfrist für die zweite Staffel.
Ausgestrahlt wird die zweite Staffel seit dem 7. September 2012. Statt Bernhard Paul übernimmt der ehemalige Moderator der Sendung Peter Rapp einen Platz in der Jury. Nach der ersten Halbfinalshow wurde am 20. Oktober 2012 bekannt, dass sich der ORF von Sido wegen Handgreiflichkeiten direkt nach der Sendung mit Dominic Heinzl trennte. Die Kunstfigur Seyffenstein (alias Rudi Roubinek) aus Wir sind Kaiser ersetzte in der Sendung vom 26. Oktober 2012 Sido in der Jury. Am 31. Oktober 2012 gab der ORF bekannt, dass Sido ab der dritten Halbfinalshow am 2. November 2012 wieder in der Jury sitzt. Als Gewinner ging das Dog-Dance-Duo Alexandra und Esprit hervor.

#### Ergebnisse
| Name(n)                   | Talent                 | Ergebnis der Halbfinalshow |
| ------------------------- | ---------------------- | -------------------------- |
| Claus Durstewitz          | Gesang                 | 1. Platz                   |
| Petra und Christian       | Tanzen                 | 2. Platz                   |
| Empty Flags               | Band                   | Jury                       |
| Die Zupprmandor           | Gesang und Zeichnen    | ausgeschieden              |
| The Skateboard-Masters    | Skateboarding          | ausgeschieden              |
| The Austrian Skip Company | Rope Skipping          | ausgeschieden              |
| Swingin’ Crocs            | Tanzen                 | ausgeschieden              |
| Thomas Schneider          | Gesang                 | ausgeschieden              |
| Studio Percussion school  | Percussion, Schlagzeug | ausgeschieden              |
| Laura Kamhuber            | Gesang                 | ausgeschieden              |

| Name(n)              | Talent                          | Ergebnis der Halbfinalshow |
| -------------------- | ------------------------------- | -------------------------- |
| The Uptown Monotones | Band                            | 1. Platz                   |
| Alexandra und Esprit | Dog-Dance                       | 2. Platz                   |
| Mark „Kram“ Agpas    | Gesang                          | Jury                       |
| inmot!on             | Yo-Yo-Artistik                  | ausgeschieden              |
| TVP Show Stars       | Cheerleading                    | ausgeschieden              |
| Anika-Plattler       | Schuhplatteln und Ziehharmonika | ausgeschieden              |
| Lara Szenczy         | Gesang                          | ausgeschieden              |
| The KK               | Band                            | ausgeschieden              |
| Marianne Schöftner   | Gesang                          | ausgeschieden              |
| Austria Pur          | Band                            | ausgeschieden              |

| Name(n)                  | Talent              | Ergebnis der Halbfinalshow |
| ------------------------ | ------------------- | -------------------------- |
| Solid Tube               | Band                | 1. Platz                   |
| Die Grabenlandbuam       | Band                | 2. Platz                   |
| Flo und Wisch            | Kabarett            | Jury                       |
| Nina Schwarzott          | Gesang              | ausgeschieden              |
| Malcolm Henry            | Gesang              | ausgeschieden              |
| Kata Mackh Dance Company | Tanzen              | ausgeschieden              |
| Philipp Doboczky         | Hip-Hop Tanzen      | ausgeschieden              |
| Albert Tröbinger         | Kontaktjonglage     | ausgeschieden              |
| VORTEXES                 | Trampolin-Akrobatik | ausgeschieden              |
| Eduard Babadost          | Gesang              | ausgeschieden              |

| Name(n)              | Talent    |
| -------------------- | --------- |
| Alexandra und Esprit | Dog-Dance |
| Flo und Wisch        | Kabarett  |
| Solid Tube           | Band      |
| Mark „Kram“ Agpas    | Gesang    |
| Petra und Christian  | Tanzen    |
| The Uptown Monotones | Band      |
| Empty Flags          | Band      |
| Claus Durstewitz     | Gesang    |
| Die Grabenlandbuam   | Band      |

### Dritte Staffel (2013)
Am 16. April 2013 wurde im Hitradio Ö3 bekanntgegeben, dass der ORF eine dritte Staffel der großen Chance produzieren möchte. An Stelle von Doris Golpashin übernahm Alice Tumler die Moderation an der Seite von Andi Knoll. Die landesweiten Castings starteten am 25. Mai 2013 in Wien und endeten am 8. Juni 2013 in Graz. Die Liveshows wurden im Oktober und November 2013 ausgestrahlt. Im Finale am 8. November 2013 siegte Thomas David. Die Zuseherzahl im Finale lag mit 782.000 Menschen bei einem Marktanteil von 31 % während der Show und 733.000 (40 %) in der folgenden Entscheidungsshow.
| Platz | Name(n)            | Talent                                      |
| ----- | ------------------ | ------------------------------------------- |
| 1     | Thomas David       | Gesang                                      |
| 2     | Trio Piller        | Musikgruppe – Zwei Geigen und ein Akkordeon |
| 3     | Dance Industry     | Tanzgruppe                                  |
| 4     | Johannes Raupl     | Gesang und Ziehharmonikaspielen             |
| 5     | Kaiser Franz Josef | Band                                        |

### Vierte Staffel (2014)
In der vierten Staffel bestand die Jury aus Oliver Pocher, Larissa Marolt, Petra Frey und Peter Rapp. Die Ausstrahlung der fünf aufgezeichneten Castingshows begann am 12. September 2014, die Livesendungen wurden ab 17. Oktober 2014 gesendet.
Gewonnen hat im Finale am 7. November 2014 das Duo Harfonie (Hanna Maizner und Nora Baumann) aus Ranggen in Tirol. Die Zuschauerzahl im Finale lag mit im Durchschnitt 851.000 Menschen bei einem Marktanteil von 33 % während der Show und 944.000 (43 %) in der folgenden Entscheidungsshow.
| Platz | Name(n)              | Talent                          |
| ----- | -------------------- | ------------------------------- |
| 1     | Harfonie             | Gesang und Harfe                |
| 2     | Petra Mayer          | Gesang und Steirische Harmonika |
| 3     | Ivana Cibulova       | Gesang                          |
| 4     | Thorsteinn Einarsson | Gesang                          |
| 5     | Moni Rose            | Gesang                          |

### Die große Chance – Let's sing and dance (2024)
In der Neuauflage der Show unter dem Motto „Let's sing and dance“ bestand die Jury in wechselnden Konstellationen aus Thorstein Einarsson, Cesár Sampson, Missy May, Katharina Straßer, Josh., Mark Seibert, Barbara Meier, Sasa Schwarzjirg, Marc Pircher, Tina Naderer, Leona König, Bernhard Speer, Maria Angelini-Santner, Simone, Guido Cantz, Jeanette Biedermann, Gregor Meyle, Ilse DeLange und Christina Stürmer. Die Moderation übernahmen Andi Knoll und Fanny Stapf. Die Ausstrahlung der sechs aufgezeichneten Castingshows begann am 8. März 2024, die Livesendungen wurden ab 26. April 2024 gesendet. Gewonnen hat im Finale am 17. Mai 2024 die Tanzgruppe Indeed Unique aus Wien. Die Zuschauerzahl im Finale lag mit im Durchschnitt 452.000 bei einem Marktanteil von 19 % während der Show und mit 478.000 bei 26 % in der folgenden Entscheidungsshow.
| Platz | Name(n)                | Talent |
| ----- | ---------------------- | ------ |
| 1     | Indeed Unique          | Tanz   |
| 2     | Kerstin Schmidt        | Gesang |
| 3     | Paolo Scariano         | Gesang |
| 4     | Dance Industry         | Tanz   |
| 5     | Philip Piller          | Gesang |
| 6     | Limited Edition        | Tanz   |
| 6     | Anja & Jana Starlinger | Gesang |
| 6     | James Park             | Gesang |
| 6     | Emma LISA              | Gesang |

## Die große Comedy Chance (2012–2014)
Erste Staffel (2012)
2012 wurde ein Spin-off mit dem Namen Die große Comedy Chance gezeigt, für die man sich ab September 2012 bewerben konnte. Im Gegensatz zum ursprünglichen Konzept beschränkte man sich bei dieser Castingshow ausschließlich auf lustige Beiträge. Die Show bestand aus zwei Ausgaben (einer Casting- und einer Finalshow) und wurde am 16. und 23. November ausgestrahlt. Die Jury setzte sich aus Peter Rapp, Ulrike Beimpold, und Eva Maria Marold zusammen. Den vierten Platz am Jurorentisch sollte ursprünglich der Rapper Sido einnehmen, dieser wurde jedoch durch den Ö3-Moderator Robert Kratky ersetzt. Von 37 Teilnehmern wurden acht ins Finale gewählt. Dort wurde auch die Side-Band Heavy Talents unter der Leitung von Wolfgang Lindner jr. wieder live eingesetzt. Der erste Platz war mit einem Preisgeld in Höhe von 25.000 Euro dotiert. Sieger wurde die Gruppe „Zwa Voitrottln“.
| Zwa Voitrottln   |
| Klaus Bandl      |
| Erwin            |
| Fredi Jirkal     |
| Blonder Engel    |
| Josef Burger     |
| Heinz Hofbauer   |
| Bernhard Lentsch |
| Ka(rl)barett     |

Zweite Staffel (2014)
Am 10. und 17. Jänner 2014 wurde eine zweite Staffel des Bewerbs mit Oliver Pocher, Peter Rapp, Eva Maria Marold sowie Ulrike Beimpold in der Jury ausgestrahlt. Der belgische Stand-up-Comedian Olivier Sanrey siegte.
| Olivier Sanrey      |
| Aida Loos           |
| Franz Mario Prosch  |
| Leopold Toriser     |
| Frauenzimmer Deluxe |
| 2gewinnt            |
| Nepo Fitz           |
| Marcel Kösling      |
| Simplice Mugiraneza |

## Die große Chance der Chöre (2015–2016)

### Erste Staffel (2015)
2015 wurde ein Spin-off mit dem Namen Die große Chance der Chöre gezeigt. Die Show bestand aus zwei Casting-Shows welche am 17. und 24. April ausgestrahlt wurden, dem Halbfinale am 1. Mai 2015 sowie dem Finale am 8. Mai 2015. Die Jury setzte sich aus Oliver Pocher, Larissa Marolt, Ramesh Nair und Birgit Sarata zusammen. Moderiert wurde die Sendung von Andi Knoll und Kristina Inhof, das Preisgeld für den ersten Platz betrug 25.000 Euro. Erster wurde das achtköpfige Ensemble Piccanto aus Salzburg, auf Platz zwei landete der Kinderchor Calypso aus Vorarlberg, Platz drei erreichte der Schülerchor des BORG Gastein. Im Finale waren außerdem der Chor „Voices of Volunteers“, bestehend aus freiwilligen Helfern des Eurovision Song Contest 2015 unter der Leitung von Monika Ballwein, Die Echten, die Massive Beats Crew, Chilli da Mur und der HIB.art.chor.

### Zweite Staffel (2016)
2016 wurde eine zweite Staffel produziert. Die Dreharbeiten für das Casting sowie die ersten Vor-Castings wurden im Juni 2016 durchgeführt. Andi Knoll moderierte gemeinsam mit Kristina Inhof die Show. Die Jury der zweiten Staffel bestand aus Ramesh Nair, Oliver Pocher, Dorretta Carter und Fräulein Mai. Die Ausstrahlung erfolgte von 14. Oktober bis 25. November 2016 im ORF. Die Show bestand aus vier Casting-Shows welche vom 14. Oktober bis 4. November 2016 ausgestrahlt wurden, zwei Halbfinal-Shows am 11. und 18. November 2016 sowie dem Finale am 25. November 2016. In der ersten Halbfinal-Show zogen die Gumpoldskirchner Spatzen, die Gruppe Ladies and Gentleman, das VOK aus Leibnitz und die Young Roses aus dem Rosental ins Finale ein, und in der zweiten Halbfinal-Show zogen das 4 ME, die Gruppe von der Musikmittelschule Gumpoldskirchen, die Sängerrunde Pöllau und die Seicento ins Finale ein. Sieger wurde die Sängerrunde Pöllau, zu den besten drei zählten außerdem das VOK und die Gumpoldskirchner Spatzen. Dahinter folgten Seicento sowie 4ME.